# Müller (cráter)

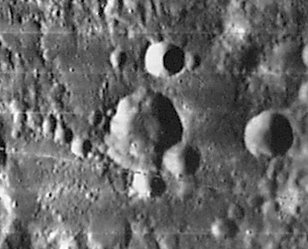
Fotografía de la misión Lunar Orbiter 4

Müller es un cráter de impacto lunar. Se encuentra en las tierras altas cerca del origen del punto medio de la Luna, en el centro del triángulo formado por los cráteres mucho más grandes Albategnius, Ptolemaeus e Hipparchus. Al este se encuentra Halley, mientras que al noroeste aparece Gyldén.
|  |

El borde de este cráter es irregular y ligeramente oblongo, con la dimensión larga orientada en un eje norte-sur. El borde sureste está marcado por dos cráteres satélite más pequeños, identificados como Müller A y Müller O.
Quizás la característica más distintiva de este cráter es la peculiar formación lineal de pequeños cráteres que comienza en el borde sur del brocal de Müller, que describen una línea hacia el noroeste tangente al borde de Ptolemaeus.

## Cráteres satélite
Por convención estos elementos son identificados en los mapas lunares poniendo la letra en el lado del punto medio del cráter que está más cercano a Müller.
|        | \| Müller \| Coordenadas \| Diámetro \| \| ------ \| ------------------------- \| -------- \| \| A \| 8°12′S 2°06′E / -8.2, 2.1 \| 10 km \| \| F \| 7°48′S 1°30′E / -7.8, 1.5 \| 6 km \| \| O \| 7°54′S 2°24′E / -7.9, 2.4 \| 11 km \| |          |
| Müller | Coordenadas | Diámetro |
| A      | 8°12′S 2°06′E / -8.2, 2.1 | 10 km    |
| F      | 7°48′S 1°30′E / -7.8, 1.5 | 6 km     |
| O      | 7°54′S 2°24′E / -7.9, 2.4 | 11 km    |